# Habronestes australiensis
Habronestes australiensis là một loài nhện trong họ Zodariidae.
Loài này thuộc chi Habronestes. Habronestes australiensis được Octavius Pickard-Cambridge miêu tả năm 1869.